# Адміністративний устрій Васильківського району (Київська область)
Адміністративний устрій Васильківського району — адміністративно-територіальний поділ Васильківського району Київської області на 1 селищну, 1 сільську громаду, 3 селищні та 32 сільських рад, які об'єднують 70 населених пунктів і підпорядковані Васильківській районній раді. Адміністративний центр — місто Васильків, яке є містом обласного значення та не входить до складу району.

## Список громадВасильківського району
| № | Назва                                                        | Центр        | Населені пункти | Площа км² | Місце за площею | Населення (2001), осіб. | Місце за населенням |
| - | ------------------------------------------------------------ | ------------ | --- | --------- | --------------- | ----------------------- | ------------------- |
| 1 | Глевахівська селищна громада (нині у Фастівському районі)    | смт Глеваха  | смт Глеваха с. Зайців с. Мархалівка                                                                                   |           |                 |                         |                     |
| 2 | Ковалівська сільська громада (нині у Білоцерківському район) | с. Ковалівка | с. Вінницькі Стави с. Кищинці с. Ковалівка с. Мар'янівка с. Паляничинці с. Пологи с. Пшеничне с. Устимівка с. Червоне |           |                 |                         |                     |

## Список радВасильківського району
| №  | Назва                                  | Центр                     | Населені пункти                                                                   | Площа км² | Місце за площею | Населення (2001), осіб. | Місце за населенням |
| -- | -------------------------------------- | ------------------------- | --------------------------------------------------------------------------------- | --------- | --------------- | ----------------------- | ------------------- |
| 1  | Гребінківська селищна рада             | смт Гребінки              | смт Гребінки                                                                      |           |                 |                         |                     |
| 2  | Дослідницька селищна рада              | смт Дослідницьке          | смт Дослідницьке                                                                  |           |                 |                         |                     |
| 3  | Калинівська селищна рада               | смт Калинівка             | смт Калинівка                                                                     |           |                 |                         |                     |
| 4  | Барахтівська сільська рада             | с. Барахти                | с. Барахти                                                                        |           |                 |                         |                     |
| 5  | Варовицька сільська рада               | с. Варовичі               | с. Варовичі                                                                       |           |                 |                         |                     |
| 6  | Великобугаївська сільська рада         | с. Велика Бугаївка        | с. Велика Бугаївка                                                                |           |                 |                         |                     |
| 7  | Великовільшанська сільська рада        | с. Велика Вільшанка       | с. Велика Вільшанка                                                               |           |                 |                         |                     |
| 8  | Великосолтанівська сільська рада       | с. Велика Солтанівка      | с. Велика Солтанівка с. Хлепча                                                    |           |                 |                         |                     |
| 9  | Вільшансько-Новоселицька сільська рада | с. Вільшанська Новоселиця | с. Вільшанська Новоселиця с. Петрівка с. Степанівка                               |           |                 |                         |                     |
| 10 | Гвоздівська сільська рада              | с. Гвоздів                | с. Гвоздів                                                                        |           |                 |                         |                     |
| 11 | Данилівська сільська рада              | с. Данилівка              | с. Данилівка с. Бобриця с. Кожухівка с. Липовий Скиток                            |           |                 |                         |                     |
| 12 | Дзвінківська сільська рада             | с. Дзвінкове              | с. Дзвінкове с. Перевіз                                                           |           |                 |                         |                     |
| 13 | Дібрівська сільська рада               | с. Діброва                | с. Діброва с. Багрин                                                              |           |                 |                         |                     |
| 14 | Застугнянська сільська рада            | с. Застугна               | с. Застугна с. Безп'ятне с. Зозулі с. Кулібаба с. Червоне                         |           |                 |                         |                     |
| 15 | Здорівська сільська рада               | с. Здорівка               | с. Здорівка                                                                       |           |                 |                         |                     |
| 16 | Іванковичівська сільська рада          | с. Іванковичі             | с. Іванковичі                                                                     |           |                 |                         |                     |
| 17 | Кодаківська сільська рада              | с. Кодаки                 | с. Кодаки                                                                         |           |                 |                         |                     |
| 18 | Крушинська сільська рада               | с. Крушинка               | с. Крушинка с. Борисів с. Дерев'янки с. Залізне с-ще Зелений Бір с. Мала Бугаївка |           |                 |                         |                     |
| 19 | Ксаверівська сільська рада             | с. Ксаверівка             | с. Ксаверівка с. Ксаверівка Друга                                                 |           |                 |                         |                     |
| 20 | Лосятинська сільська рада              | с. Лосятин                | с. Лосятин                                                                        |           |                 |                         |                     |
| 21 | Луб'янська сільська рада               | с. Луб'янка               | с. Луб'янка                                                                       |           |                 |                         |                     |
| 22 | Малосолтанівська сільська рада         | с. Мала Солтанівка        | с. Мала Солтанівка с. Скрипки                                                     |           |                 |                         |                     |
| 23 | Митницька сільська рада                | с. Митниця                | с. Митниця                                                                        |           |                 |                         |                     |
| 24 | Пінчуківська сільська рада             | с. Пінчуки                | с. Пінчуки                                                                        |           |                 |                         |                     |
| 25 | Плесецька сільська рада                | с. Плесецьке              | с. Плесецьке                                                                      |           |                 |                         |                     |
| 26 | Погребівська сільська рада             | с. Погреби                | с. Погреби с. Заріччя                                                             |           |                 |                         |                     |
| 27 | Порадівська сільська рада              | с. Порадівка              | с. Порадівка с. Руликів                                                           |           |                 |                         |                     |
| 28 | Путрівська сільська рада               | с. Путрівка               | с. Путрівка с. Березенщина с. Кобці с. Крячки                                     |           |                 |                         |                     |
| 29 | Рославичівська сільська рада           | с. Рославичі              | с. Рославичі                                                                      |           |                 |                         |                     |
| 30 | Саливонківська сільська рада           | с. Саливонки              | с. Саливонки                                                                      |           |                 |                         |                     |
| 31 | Соколівська сільська рада              | с. Соколівка              | с. Соколівка                                                                      |           |                 |                         |                     |
| 32 | Тростинська сільська рада              | с. Тростинка              | с. Тростинка                                                                      |           |                 |                         |                     |
| 33 | Тростинсько-Новоселицька сільська рада | с. Тростинська Новоселиця | с. Тростинська Новоселиця                                                         |           |                 |                         |                     |
| 34 | Шевченківська сільська рада            | с. Шевченківка            | с. Шевченківка с. Червоне с. Червоне Поле                                         |           |                 |                         |                     |
| 35 | Яцьківська сільська рада               | с. Яцьки                  | с. Яцьки                                                                          |           |                 |                         |                     |

* Примітки: м. — місто, смт — селище міського типу, с. — село, с-ще — селище